# Erode (Mercadante)
Erode (Erode ossia Marianna) è un'opera in due atti di Saverio Mercadante, su libretto di Luigi Ricciuti. La prima rappresentazione ebbe luogo al Teatro la Fenice di Venezia il 27 dicembre 1825 ma l'opera ebbe scarso successo.
Gli interpreti della prima rappresentazione furono:
| Personaggio | Interprete        |
| ----------- | ----------------- |
| Erode       | Domenico Donzelli |
| Marianna    | Ester Mombelli    |
| Varo        | Brigida Lorenzani |
| Mazzaello   | Giuseppe Binaghi  |
| Naballe     | Domenico Cosselli |

Il direttore era Antonio Cammerra, il maestro del coro Luigi Carcano, lo scenografo Francesco Bagnara.

## Trama
L'azione è in Gerusalemme.

## Struttura musicale
- Sinfonia

### Atto I
- N. 1 - Introduzione Si esulti - Gioite a me d'intorno (Coro, Mazzaello)
- N. 2 - Cavatina Marianna Il mio labbro, oh Ciel! non osa
- N. 3 - Cavatina Varo O cari dì perduti
- N. 4 - Duetto Varo e Marianna Deh! perdona quell'ardire
- N. 5 - Coro e Cavatina Erode Qual giorno di gioia! - Eccomi; a voi di ritorno (Coro, Mazzaello, Erode)
- N. 6 - Finale I Vacilla il piè (Marianna, Naballe, Varo, Erode, Mazzaello, Coro)

### Atto II
- N. 7 - Aria Erode Mio cor, perché
- N. 8 - Duetto Erode e Marianna So, che ad altri amor ti lega (Erode, Marianna, Coro)
- N. 9 - Aria Varo Se di virtù l'imago (Varo, Coro)
- N. 10 - Quintetto Ciel tiranno, or pago sei (Varo, Marianna, Naballe, Erode, Mazzaello)
- N. 11 - Coro e Aria Erode Oh qual silenzio! - Quante tremende smanie (Coro, Erode, Mazzaello)
- N. 12 - Finale II Ecco i figli, o mia regina (Naballe, Marianna, Coro, Mazzaello)